# FAMAF
Američka federacija ženskog slobodnog zidarstva (španj. Federación Americana de Masonería Femenina), skraćeno FAMAF, je međunarodna i nevladina organizacija koja okuplja isključivo ženske slobodnozidarske velike lože u Južnoj Americi te Meksiku.

## Povijest
Osnivanje Federacije predstavlja vrhunac težnji latinoameričkih ženskih velikih loža za povezivanjem i suradnjom. Ideja se prvi put ostvarila 2000. godine u Santiagu de Chile, kada je održan Prvi susret latinoameričkih ženskih velikih loža (Encuentro Latinoamericano de Masonería Femenina). Na susretu su sudjelovale ženske velike lože iz Meksika, Venezuele, Brazila, Argentine, Bolivije, Portorika te predstavnica Velike ženske lože Francuske.
Tijekom sljedećeg desetljeća organizirano je pet susreta: drugi ponovno u Čileu (2002.), treći u Manausu u Brazilu (2005.), četvrti u Puerto Ordazu u Venezueli (2007.) te peti u Montevideu u Urugvaju (2010.), gdje je i formalizirana federacija. Tijekom tog susreta usvojena je Ustavna povelja nove organizacije, a datum osnutka Federacije određen je 4. rujna 2010. godine. Sjedište Federacije trajno je određeno u Santiagu de Chile, radi postizanja pravne osobnosti. Osnivačke članice bile su velike ženske lože iz Čilea, Argentine, Bolivije, Urugvaja, Venezuele i Meksika (koja se povukla godinu kasnije zbog internih zakonskih neusklađenosti). U prvoj fazi djelovanja izrađen je i opći pravilnik koji razrađuje primjenu konstitucije.
Godine 2012., kako bi se proširio doseg Federacije na cijeli američki kontinent i uključile i druge slobodnozidarske organizacije, naziv je promijenjen u današnji: Američka federacija ženskog slobodnog zidarstva. Istodobno je revidirana i konstitucija iz 2010.
U ožujku 2022. godine potpisana je deklaracija o suradnji ženskih međunarodnih slobodnozidarskih saveza FAMAF-a i europskog CLIMAF-a.

## Ustroj
Sjedište ove federacija je u Santiagu de Chile, Čile. 

### Članstvo
U lipnju 2025. godine sedam velikih loža s Američkog kontinenta su članice ovog saveza:
- Velika ženska loža Argentine
- Velika ženska loža Bolivije
- Velika ženska loža Brazila
- Velika ženska loža Čilea
- Konfederacija velikih ženskih loža Meksika (ima pet svojih članica)[9]
  - Veliki ženski orijent Durango
  - Veliki orijent "Tarhatzkua" Michoacána
  - Velika ujedinjena ženska loža Tabasca
  - Veliki ženski orijent Veracruza
  - Velika ženska loža "Slodoba i jedinstvo" Države Zacatecas
- Velika ženska loža Urugvaja
- Velika ženska simbolička loža Venezuele

Tijekom godina u članstvu bile su i:
- Velika ujedinjena ženska loža "Meksička duša" (2010. – 2011.)[1]

### Vodstvo
Američka federacija ženskog slobodnog zidarstva vodi predsjednica koji se bira na trogodišnje razdoblje. Dosadašnje predsjednice su:
- Oriana Valdés
- Mariela Rodríguez Ruiz (2019. – 2022.)
- Maricruz Campos Díaz (od 2022.)

## Vanjske poveznice
- Službena stranica